# Ferganská kotlina
Ferganská kotlina je nejhustěji zalidněná a etnicky rozmanitá oblast ve Střední Asii. Setkávají se zde hranice Kyrgyzstánu, Tádžikistánu a Uzbekistánu. V oblasti se nachází několik ložisek ropy, plynu a kovů. V uzbecké části kotliny docházelo ke konfliktům mezi Uzbeky a Meschetskými Turky, dochází ke srážkám ozbrojených skupin pod radikálními islámskými hesly, ale jde v podstatě o kontrolu drogových cest v této oblasti.

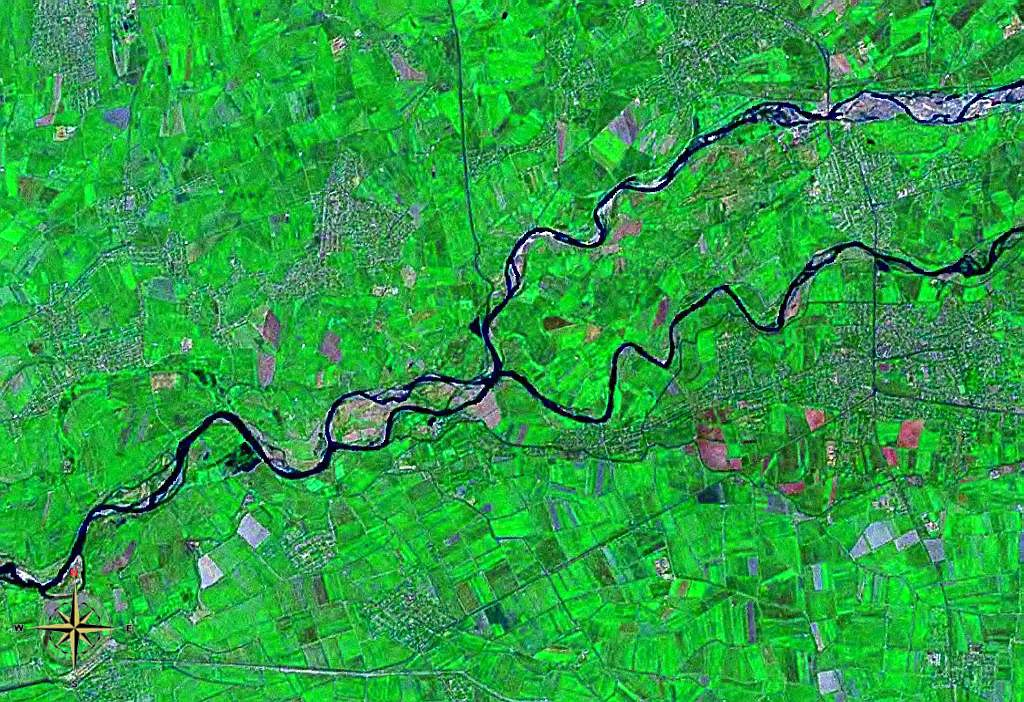
Satelitní pohled na soutok řek Naryn a Karadarja v Uzbekistánu

Patří k nejúrodnějším oblastem ve Střední Asii. Klima je sice suché, ale řeky Naryn a Karadarja protékající kotlinou poskytují dostatek vláhy potřebné pro zavlažování.

## Paleontologie
V této oblasti byly učiněny také paleontologické objevy, popsán byl odtud například menší dravý dinosaurus rodu Kansaignathus.